# Koharu biyori
Koharu biyori (こはるびより? lett. "Autunno in anticipo") è un manga giapponese ideato da Mizuki Takehito e pubblicato su Dengeki Moeoh da MediaWorks a partire dal 2001. Di questo manga sono stati pubblicati inizialmente solo 2 volumi a distanza di quasi due anni l'uno dall'altro, anche se l'autore attualmente è impegnato nella sua nuova opera, Chaos;Head, la pubblicazione è ripresa sul periodico Moeoh Yui. Il 14 ottobre 2007 è stato trasmesso dal canale AT-X il primo episodio dell'adattamento OAV come special, la serie completa invece è stata messa in onda tra il 21 novembre 2007 ed il 2 aprile 2008. Il 16 febbraio 2005 ComicsOne ha pubblicato il primo volume del manga in lingua inglese.
Il titolo dell'opera, Koharu biyori, significa "autunno in anticipo" e che corrisponde all'estate di san Martino, un periodo autunnale di tepore dopo alcune iniziali gelate.

## Trama
Ambientato in un futuro non troppo lontano, Takaya Murase, un giovane ragazzo di bell'aspetto ma con tendenze alquanto particolari, si reca a comprare un androide dall'aspetto femminile che gli funga da fidanzata. Giunto sul posto però, una bellissima doll cameriera sdraiata su un divano ed ancora apparentemente disattivata, lo prende per la manica della giacca chiamandolo "Padrone", questo lo convince a far ricadere su di lei la scelta.
Aperta la confezione giunta a casa ritrova l'androide vestita unicamente con un fiocco rosso e decide di darle un vestitino succinto da cameriera, questa situazione fa capire immediatamente alla malcapitata la vera ragione del suo acquisto: quello di essere continuamente vestita e svestita per fare del cosplay. Takaya decide di darle il nome di Yui ed anche se i loro rapporti all'inizio sono molto difficili i due legano sempre di più. Yui infatti diventa estremamente gelosa del proprio padrone viste le numerose ragazze che sono infatuate di lui e tenta in tutti i modi di mantenerlo unicamente accanto a sé.

## Personaggi

### Personaggi principali

Yui lanciata in aria dai suoi amici

YuiVoce di Eri Kitamura. È l'androide cameriera che viene acquistata da Takaya Murase, bionda con dei bellissimi occhi verdi detesta le attività del suo padrone mentre lei vorrebbe invece dedicarsi unicamente al lavoro per cui è stata programmata. All'inizio è indecisa se rimanere accanto a Takaya, ma più lo conosce più gli si affeziona e comincia a tollerare i suoi hobby stravaganti finendo poi per innamorarsene.
Takaya MuraseVoce di Takayuki Kondou. Un giovane otaku senza lavoro che decide di passare dal vestire delle semplici bambole inanimate a farlo con un androide dalle sembianze femminili. Questo lo porta ad acquistare Yui, la bambola che l'ha chiamato "Padrone" ed a trattarla per diverso tempo unicamente come le altre bamboline di cui sono colmi i ripiani di camera sua. Il carattere di Yui però fa breccia nel cuore del giovane e quando ella si trova in pericolo e potrebbe non tornare più da lui, capisce di provare qualcosa di più per lei e decide così di cominciare a trattarla come una vera ragazza.

### Personaggi secondari
Sumitomo MinoriVoce di Satomi Akesaka. Takaya e Yui la incontrano casualmente al parco mentre cerca di consolare Ayumi ma viene subito attaccata da Takochuu. Liberatasi dal polipo invita la compagnia al bar del padre dove partecipa ad una sfida cosplay contro Yui. Si affeziona immediatamente a Takuya e diventa così rivale in amore di Yui, il rapporto tra le amiche/rivali rimane comunque molto buono. Ha il sogno segreto di diventare presto madre, magari proprio grazie a Takuya.
Sumitomo TetsushiVoce di Kenta Miyake. Il padre di Minori, un signore che ha le stesse tendenze di Takuya e per questo fa vestire la figlia in modo molto succinto. Gestisce il cafe Cowbeya ed appena incontrato il gruppo decide di dar sfogo a tutte le sue fantasie.
KuonVoce di Ami Koshimizu. Una doll cameriera che crede di essere rimasta invenduta mentre per la sua perfezione non viene ceduta di proposito, incontra Yui al Cowbeya ed è subito gelosa di lei e del rapporto che ha instaurato con Takuya cercando di metterlo in crisi.
SakuyaVoce di Ai Shimizu. La versione più aggiornata di doll cameriera prodotta dalla Maid Works. Il suo corpo è identico a quello di una delle bambole gettate da Yui e si viene a scoprire che proprio in quella doll era presente un micro-chip in grado di registrare le sollecitazioni ricevute permettendo così, alla ditta di produzione, di crearne una copia a grandezza naturale mantenendo intatti i ricordi pregressi. Essendo proprio Takuya colui che l'ha plasmata gli è molto legata.
Kanae HagiwaraVoce di Ryoka Yuzuki. La bellissima madre di Ayumi, molto prosperosa e disinvolta è rimasta vedova da poco. Anche lei sembra essere attratta da Takuya ma non è affatto gelosa di Yui e tenta di aiutarla a capire i propri sentimenti.
Ayumi HagiwaraVoce di Yuka Iguchi. Una ragazzina che viene incontrata da Takuya al parco e portata al Cowbeya dove ritroverà sua madre, si affeziona al ragazzo per la gentilezza dimostratale in questo frangente.
Sumire MidōVoce di Saori Hayami. La prima delle sorelle Midō, tra le due è la più matura ed è il capo. Invidiose delle forme prosperose delle altre ragazze non esitano ad attaccarle con Takochuu venendo puntualmente sconfitte. Il loro bersaglio preferito è Minori proprio a causa del suo enorme seno.
Ran MidōVoce di Sayuri Yahagi. L'altra sorella Midō, è lei a svelare la loro taglia di reggiseno (Coppa A) facendo infuriare Sumire.
DirettriceVoce di Kaya Miyake. La direttrice della Maid Works. È lei a vendere Yui a Takuya e segue le vicende dei due con molto interesse, infatti successivamente contatta il ragazzo per avere dei consigli sulle innovazioni da introdurre nei modelli futuri di doll creando involontariamente un malinteso tra l'androide ed il suo padrone.
Onee-samaVoce di Miki Itou, episodio 3. Una bellissima ragazza virtuale ed il personaggio principale del videogioco creato da Takuya.
TakochuuIl polipetto rosa onnipresente in manga ed anime giapponesi, il bersaglio preferito dei suoi attacchi è Minori.

## Titoli OAV
| Nº | Titolo italiano (traduzione letterale) Giapponese 「Kanji」 - Rōmaji     | Prima edizione  | Prima edizione |
| Nº | Titolo italiano (traduzione letterale) Giapponese 「Kanji」 - Rōmaji     | Giapponese      |                |
| 1A | Non guardarmi come se fossi un porcellino 「豚を見るような目で見ないで」 | 14 ottobre 2007 |                |
| 1B | Ti prego non farmene indossare altri 「これ以上はもう許して」            | 14 ottobre 2007 |                |
| 1C | I miei seni non producono latte 「わたし、おっぱいでませんよ」           | 14 ottobre 2007 |                |
| 2A | Sono solo una rimanenza di magazzino... 「どうせ私は売れ残り...」        | 8 febbraio 2008 |                |
| 2B | Tra le gambe... brucio!! 「こ...股間から火が!!」                         | 8 febbraio 2008 |                |
| 2C | Le attività segrete di un erotomane 「激しい男のソロ活動...」            | 8 febbraio 2008 |                |
| 3A | Onee-sama... eh?... 「お姉様...へぇ?...」                                | 2 aprile 2008   |                |
| 3B | Le mie più importanti... 「私の大事な...」                               | 2 aprile 2008   |                |
| 3C | Una calda giornata autunnale 「こはるびよりですね」                      | 2 aprile 2008   |                |

## Manga
Attualmente il manga è inedito in Italia, i titoli dei capitoli dell'opera sono tradotti letteralmente.

### Lista volumi
| Nº | Giapponese 「Kanji」 - Rōmaji | Data di prima pubblicazione             | Data di prima pubblicazione |
| Nº | Giapponese 「Kanji」 - Rōmaji | Giapponese                              |                             |
| 1  | 「こはるびより 1」 - Koharubiyori 1 | 27 marzo 2004 ISBN 4-8402-2626-1        |                             |
| 1  | Capitoli - The 1st Story: Dream and Reality - The 2nd Story: The Life of Two of Them - The 3rd Story: Shopgirl is a Uniform Girl - The 4th Story: Yui is someone and someone is Yui - The 5th Story: The Tiny Invader - The 6th Story: Minor's Maid Mission! - The 7th Story: Yui is a Cursed Doll - Side Story #1: Hello Maid Robot-chan! - Side Story #2: The Little Doll Becomes a Star - Side Story #3: Super Popular Murase-san - Side Story #4: The Troubles of Watching the House - Even More Side Story #1: Before Entering the Lifestyle of Moe - Even More Side Story #2: Yuchan's Comike Experience Journal |                                         |                             |
| 2  | 「こはるびより 2」 - Koharubiyori 2 | 27 febbraio 2006 ISBN 4-8402-3367-5     |                             |
| 3  | 「こはるびより 3」 - Koharubiyori 3 | 27 giugno 2007 ISBN 978-4-8402-3926-4   |                             |
| 4  | 「こはるびより 4」 - Koharubiyori 4 | 27 marzo 2008 ISBN 978-4-8402-4249-3    |                             |
| 5  | 「こはるびより 5」 - Koharubiyori 5 | 27 marzo 2009 ISBN 978-4-04-867717-2    |                             |
| 6  | 「こはるびより 6」 - Koharubiyori 6 | 27 luglio 2010 ISBN 978-4-04-868783-6   |                             |
| 7  | 「こはるびより 7」 - Koharubiyori 7 | 17 dicembre 2011 ISBN 978-4-04-886171-7 |                             |